# 행복을 만들어 드립니다
《행복을 만들어 드립니다》는 한국방송공사 KBS 2TV의 토요일 저녁 시트콤이다.

## 기획 의도
- 토요일 저녁, 안방극장을 웃음으로 물들인 폭소만발 가족 시트콤, 개성 넘치는 네 자매의 이야기를 유쾌하게 그려낸 행복을 만들어 드립니다
- 개인 택시를 모는 아버지 서인석과 재취 아내 이영자, 그리고 딸 4명이 매주 다른 소재를 갖고 신선한 웃음을 선사한 폭소만발 토요일 저녁 가족시트콤
- 서울 숭인동 한 한옥집에서 서로 부대끼며 사는 서울 토박이 일가의 이야기

## 방송 시간
| 방송 채널 | 방송 기간                                                           | 방송 시간                          | 방송 분량  |
| --------- | ------------------------------------------------------------------- | ---------------------------------- | ---------- |
| KBS 2TV   | 1998년 2월 21일 ~ 1998년 6월 13일 1998년 10월 17일 ~ 1999년 5월 1일 | 매주 토요일 저녁 7시 ~ 밤 8시      | 1시간      |
| KBS 2TV   | 1998년 6월 20일 ~ 1998년 10월 10일                                  | 매주 토요일 저녁 6시 50분 ~ 밤 8시 | 1시간 10분 |

## 출연진
- 서인석 : 서인석 역
- 이영자 : 이영자 역
- 정혜선
- 이일재
- 양금석
- 도지원 : 서진자 역
- 정선희 : 서선자 역
- 김민희 : 서미자 역
- 홍진경 : 서황자 역
- 윤다훈
- 김나운
- 최재원
- 이지희
- 이선진
- 손지창
- 양택조
- 여운계
- 안성민
- 김찬우
- 박수홍
- 박경림
- 이상아
- 남희석
- 이휘재
- 이주현
- 차태현
- 김흥기
- 주현
- 전무송
- 장용
- 유인촌
- 연규진
- 선우은숙
- 이혜영
- 김호진
- 김지훈
- H.O.T.
- 신승훈
- 핑클
- 황혜영
- 이의정
- 지누션
- 엄정화
- 태진아
- 이창명
- 강수지
- 엄지선
- 허준호
- 윤해영
- 박찬환
- 조형기
- 안승훈
- 최수종
- 김민종
- 정준
- 이다도시
- 김린
- 로버트 할리
- 이참
- 강호동
- 진재영
- 소지섭
- 신주리
- 박채림
- 박은혜
- 이종수
- 박근형
- 이효정
- 원미경
- 최낙천
- 김희선
- 김유리
- 김현주
- 박형준
- 박소현
- 박상아
- 송윤아
- 주한울
- 전유경
- 오유나
- 최정
- 김학준
- 노형욱
- 노희지
- 임창정
- 채국희 : 황자의 고등학교 무용선생님 역
- 박진희
- 최지우
- 최지나
- 최강희
- 최정윤
- 추은주
- 이동준
- 최창민
- 김승현
- 고호경
- 채시아
- 이칸희
- 이은주
- 이상우
- 최우혁
- 한희
- 홍수현
- 허영란
- 홍세은
- 황현준
- 하지원
- 구자미
- 서윤재
- 고세원
- 강성진
- 안홍진
- 민재희
- 김주호
- S.E.S

## 결방
- 1998년 10월 3일 : 6시 30분부터 추석특집 <스타부부 최강전> 편성으로 인해 결방.
- 1998년 12월 26일 : 6시 30분부터 8시까지 송년특집 자유선언 오늘은 토요일 편성으로 인해 결방.

## 참고 사항
- 슈퍼선데이의 '금촌댁네 사람들' 코너를 단독 프로그램로 바꾼 데 불과하다는 지적이 있었다.[1]
- 넉넉한 웃음을 안겨주겠다는 의도와는 달리 출연자들의 중복 출연, 내용면에서의 창의력과 신선미가 떨어진다는 점이 지적되었다.[2]

## 참조
1. ↑  “<방송>女協모니터회, "말뿐인 프로그램 개혁" 지적”. 연합뉴스. 1998년 3월 26일. 2016년 6월 10일에 확인함.
2. ↑  이정희 (1998년 3월 31일). “[방송.연예가] 건강한 프로그램 '용두사미'”. 부산일보. 2018년 4월 20일에 확인함.